# Порт Шанхаю
Порт Шанхаю (кит.: 上海港; піньїнь: Shànghǎi Gǎng; Wu; Zånhae Kån) — найбільший у світі морський порт за об'ємом контейнерних перевезень. Розташований поблизу Шанхаю, складається з глибоководного та річкового порту.
Головне портове підприємство в Шанхаї, Shanghai International Port Group (SIPG), було створено під час реконструкції адміністрації порту Шанхаю. Такі компанії, як Shanghai Port Container Co. і Waigaoqiao Bonded Zone Port Co., були залучені до порту Шанхая.
У 2010 році порт Шанхай обійшов порт Сінгапуру і став найзавантаженішим контейнерним портом у світі. Шанхайський порт обробив 29,05 мільйона TEU, тоді як сінгапурський відстав на півмільйона TEU. У 2019 році Шанхай переробив 43,3 мільйона TEU.
Шанхай є одним із чотирьох портових міст у світі, які можна віднести до мегаполісів із великими портами через його великий обсяг портового руху та велику кількість міського населення.

## Географія
Порт Шанхаю виходить на Східно-Китайське море на сході та затоку Ханчжоу на півдні. Він містить місця злиття річки Янцзи, річки Хуанпу (яка впадає в річку Янцзи) і річки Цяньтан.

## Адміністрація
Портом Шанхай керує Shanghai International Port Group, який замінив адміністрацію порту Шанхаю у 2003 році. Shanghai International Port Company Limited є публічною зареєстрованою компанією, 44 % акцій якої належить муніципальному уряду Шанхаю.

## Історія
У 1842 році Шанхай став договірним портом, таким чином перетворившись на міжнародне комерційне місто. На початку 20 століття це було найбільше місто і найбільший порт у Східній Азії. У 1949 році, коли комуністи захопили Шанхай, торгівля за кордоном різко скоротилася. Економічна політика Народної Республіки вплинула на інфраструктуру та розвиток капіталу Шанхаю.
У 1991 році центральний уряд дозволив Шанхаю розпочати економічну реформу. Відтоді порт розвивався швидкими темпами. До 2005 року був побудований глибоководний порт Яншань на островах Яншань, та групі островів у затоці Ханчжоу, з'єднаних з Шанхаєм мостом Дунхай. Ця розробка дозволила порту подолати умови мілководдя в його нинішньому місці та конкурувати з іншим глибоководним портом, сусіднім портом Нінбо-Чжоушань.
Порт є частиною морського шовкового шляху 21-го століття, який проходить від китайського узбережжя до Сінгапуру, до південного краю Індії до Момбаси, звідти через Червоне море через Суецький канал до Середземного моря, звідти до регіону Верхньої Адріатики до північного італійського центру Трієсту з його зв'язками з Центральною Європою та Північним морем.

## Зони портів
Порт Шанхаю включає три основні робочі зони:
- Глибоководний порт Яншань
- Річка Хуанпу
- Річка Янцзи

## Економіка
Порт Шанхаю є надзвичайно важливим транспортним вузлом для регіону річки Янцзи та найважливішими воротами для зовнішньої торгівлі. Він обслуговує економічно розвинені внутрішні райони провінцій Аньхой, Цзянсу, Чжецзян та Хенань з його густим населенням, потужною промисловою базою та розвиненим сільськогосподарським сектором.

## Дані
| Перевезено мільйони тонн             | Перевезено мільйони тонн | Перевезено мільйони тонн | Перевезено мільйони тонн | Перевезено мільйони тонн |
| ------------------------------------ | ------------------------ | ------------------------ | ------------------------ | ------------------------ |
| роки                                 |                          |                          |                          |                          |
| 1984                                 | 1984                     |                          | 100                      | 100                      |
| 1999                                 | 1999                     |                          | 186                      | 186                      |
| 2005                                 | 2005                     |                          | 443                      | 443                      |
| 2006                                 | 2006                     |                          | 537                      | 537                      |
| 2007                                 | 2007                     |                          | 561                      | 561                      |
| 2008                                 | 2008                     |                          | 582                      | 582                      |
| 2009                                 | 2009                     |                          | 590                      | 590                      |
| 2010                                 | 2010                     |                          | 650                      | 650                      |
| 2011                                 | 2011                     |                          | 728                      | 728                      |
| 2012                                 | 2012                     |                          | 736                      | 736                      |
| 2013                                 | 2013                     |                          | 776                      | 776                      |
| 2014                                 | 2014                     |                          | 755                      | 755                      |
| Джерела: ShipTechnology.com, GeoHive |                          |                          |                          |                          |